# Prairie Township (comté de Howard, Missouri)
Prairie Township est un ancien township du comté de Howard dans le Missouri, aux États-Unis,.
Il est baptisé en référence aux prairies sises dans les frontières du township.

## Source de la traduction
- (en) Cet article est partiellement ou en totalité issu de l’article de Wikipédia en anglais intitulé « Prairie Township, Howard County, Missouri » (voir la liste des auteurs).